# 惠特蘭 (印地安納州)
惠特蘭（英語：Wheatland）是一個位於美國印地安納州諾克斯縣的城鎮。

## 人口
根據2010年美國人口普查的數據，惠特蘭的面積為1.06平方千米，當中陸地面積為1.06平方千米，而水域面積為0.00平方千米。當地共有人口480人，而人口密度為每平方千米453人。